# Rodney Hudson
William Rodney Hudson (Mobile, 12 luglio 1989) è un giocatore di football americano statunitense che gioca nel ruolo di centro per gli Arizona Cardinals della National Football League (NFL). Fu scelto nel corso del secondo giro (55º assoluto) del Draft NFL 2011 dai Kansas City Chiefs. Al college ha giocato a football all’Università statale della Florida venendo premiato come All-American.

## Carriera

### Kansas City Chiefs
Hudson fu scelto nel corso del secondo giro del Draft 2011 dai Kansas City Chiefs. Nella sua stagione da rookie disputò tutte le 16 partite, di cui una come titolare. Nella stagione 2012 iniziò come titolare tutte le prime 3 partite finché il 23 settembre 2012 si fratturò una gamba e perse tutto il resto dell'annata.

### Oakland/Las Vegas Raiders
L'11 marzo 2015, Hudson firmò un contratto quinquennale del valore di 44,5 milioni di dollari con gli Oakland Raiders. L'anno successivo fu convocato per il primo Pro Bowl in carriera, selezione avvenuta anche nel 2017 e nel 2019. Nel 2019 fu inserito nel Second-team All-Pro.

### Arizona Cardinals
Nel marzo del 2021 Hudson fu scambiato con gli Arizona Cardinals (assieme a una scelta del settimo giro del Draft NFL 2021) per una scelta del terzo giro.

## Palmarès
- Convocazioni al Pro Bowl: 3

2016, 2017, 2019
- Second-team All-Pro: 1

2019